# Gazprom-Iourga Sourgout
Maillots
Le VK Gazprom-Iourga (en russe : волейбольный клуб Газпром-Югра, voleïbolny klub Gazprom-Iourga) est un club de volley-ball russe basé à Sourgout, évoluant au plus haut niveau national (Superliga).

## Historique
- Noms précédents :
  - 1996-1997 VK Gazovik
  - 1997-2000 VK Gavovik-ZSK
  - 2000-2007 VK ZSK-Gavovik

## Effectifs
| No                                                                                          | Nom                                                                                         | Date de naissance                                                                           | Taille                       | Poids                        | Poste                        |
| ------------------------------------------------------------------------------------------- | ------------------------------------------------------------------------------------------- | ------------------------------------------------------------------------------------------- | ---------------------------- | ---------------------------- | ---------------------------- |
| 1                                                                                           | Nikolaï Ievtioukhine                                                                        | 11 février 1987                                                                             | 207                          |                              | Central                      |
| 2                                                                                           | Sergueï Ierchov                                                                             | 19 août 1993                                                                                | 208                          | 93                           | Central                      |
| 3                                                                                           | Nikita Loutchine                                                                            | 11 octobre 1994                                                                             | 206                          | 93                           | Central                      |
| 4                                                                                           | Sergueï Antipkine                                                                           | 28 mars 1986                                                                                | 197                          | 92                           | Passeur                      |
| 5                                                                                           | Leonid Chtchadilov                                                                          | 14 août 1991                                                                                | 204                          | 98                           | Central                      |
| 6                                                                                           | Artiom Smoliar                                                                              | 14 février 1985                                                                             | 209                          |                              | Central                      |
| 7                                                                                           | Denis Chipotko                                                                              | 28 février 1985                                                                             | 200                          |                              | Réceptionneur-attaquant      |
| 9                                                                                           | Vadim Khamouttskikh                                                                         | 26 novembre 1969                                                                            | 197                          | 89                           | Passeur                      |
| 10                                                                                          | Teodor Todorov                                                                              | 1er septembre 1989                                                                          | 208                          | 94                           | Central                      |
| 11                                                                                          | Alekseï Tcheremissine                                                                       | 23 septembre 1980                                                                           | 202                          | 92                           | Attaquant                    |
| 12                                                                                          | Sergueï Baranov                                                                             | 10 août 1981                                                                                | 208                          | 109                          | Attaquant                    |
| 13                                                                                          | Andreï Babechine                                                                            | 6 avril 1996                                                                                | 185                          |                              | Libero                       |
| 14                                                                                          | Alekseï Kabechov                                                                            | 22 juin 1991                                                                                | 190                          | 83                           | Libero                       |
| 15                                                                                          | Todor Aleksiev                                                                              | 21 avril 1983                                                                               | 200                          | 96                           | Attaquant                    |
| 16                                                                                          | Viatcheslav Souvorov                                                                        | 15 octobre 1986                                                                             | 204                          |                              | Réceptionneur-attaquant      |
| 17                                                                                          | Roman Arkhipov                                                                              | 8 novembre 1980                                                                             | 191                          | 83                           | Passeur                      |
| 18                                                                                          | Alekseï Roditchev                                                                           | 24 mars 1988                                                                                | 197                          | 80                           | Réceptionneur-attaquant      |
| 19                                                                                          | Sergueï Snieguirev                                                                          | 5 avril 1988                                                                                | 184                          |                              | Libero                       |
| 20                                                                                          | Aleksandr Gontcharov                                                                        | 25 février 1995                                                                             | 200                          | 89                           | Réceptionneur-attaquant      |
| 22                                                                                          | Aleksandr Tchefranov                                                                        | 14 janvier 1987                                                                             | 205                          |                              | Réceptionneur-attaquant      |
| 23                                                                                          | Dmitri Konstantinov                                                                         | 23 mai 1994                                                                                 | 208                          |                              | Passeur                      |
|                                                                                             |                                                                                             |                                                                                             |                              |                              |                              |
| Encadrement technique                                                                       | Encadrement technique                                                                       |                                                                                             | Légende                      | Légende                      | Légende                      |
| Entraîneur : Rafael Khabiboulline                                                           | Entraîneur : Rafael Khabiboulline                                                           | Entraîneur : Rafael Khabiboulline                                                           | : Capitaine                  | : Capitaine                  | : Capitaine                  |
| Entraîneur(s) adjoint(s) : Vadim Khamouttskikh Entraîneur(s) adjoint(s) : Mikhaïl Podniakov | Entraîneur(s) adjoint(s) : Vadim Khamouttskikh Entraîneur(s) adjoint(s) : Mikhaïl Podniakov | Entraîneur(s) adjoint(s) : Vadim Khamouttskikh Entraîneur(s) adjoint(s) : Mikhaïl Podniakov | : Joueur blessé actuellement | : Joueur blessé actuellement | : Joueur blessé actuellement |

| Équipe type : Gazprom-Iourga Sourgout                                                                                   |
| \| Arkhipov · # 17 Chipotko · # 7 Ievtioukhine · # 1 Baranov · # 12 Souvorov · # 16 Todorov · # 10 Snieguirev · # 19 \| |
| Arkhipov · # 17 Chipotko · # 7 Ievtioukhine · # 1 Baranov · # 12 Souvorov · # 16 Todorov · # 10 Snieguirev · # 19       |

| Arkhipov · # 17 Chipotko · # 7 Ievtioukhine · # 1 Baranov · # 12 Souvorov · # 16 Todorov · # 10 Snieguirev · # 19 |